# Пераметс, Рут
Рут Пераметс (урождённая - Пюсс); (эст. Ruth Peramets-Püss; 28 ноября 1927, Таллин – 3 августа 2005, там же ) — эстонская и советская актриса

 театра, кино и телевидения, телеведущая. Заслуженная артистка Эстонской ССР (1978).

## Биография
Одна из первых дикторов Эстонского телевидения. В 1955 году в Эстонии появилось телевидение, и было объявлено о поиске диктора, но среди множества претендентов не нашлось подходящего кандидата. Так совпало, что в день конкурса на ETV был показан художественный фильм , в котором Рут сыграла главную роль, и её пригласили в занять вакантное место.
С 1955 по 1984 год работала на Эстонском телевидении (ETV) ведущей. Вела популярные детские телепрограммы, в которых выступала в роли «тёти Рут».
В 1960-е годы участвовала в передачах и спектаклях на Эстонском радио, озвучивала фильмы, читала закадровый текст к документальным фильмам.
Снялась в нескольких фильмах на студии Таллинфильм. Была актрисой Эстонского театра им. А.Н.Таммсааре.
Похоронена в Таллине на Лесном кладбище.

## Избранная фильмография
- 1955 – Счастье Андруса — Линда
- 1955 – Яхты в море — Лайне

## Награды
- Заслуженная артистка Эстонской ССР (1978)
- Орден Белой Звезды V класса (2005)
- Премия Эстонского телевидения за заслуги перед жанром (2005)